# Minthodes pictipennis
Minthodes pictipennis là một loài ruồi trong họ Tachinidae.